# Język ambrak
Język ambrak – język z Papui-Nowej Gwinei z rodziny torricelli, którym posługuje się blisko 300 osób w prowincji Sandaun, w dystrykcie Nuku.